# Deutsche St. Jakobus-Gesellschaft
Die Deutsche St. Jakobus-Gesellschaft e. V. wurde am 14. Februar 1987 als überregionale Vereinigung mit Geschäftsstelle in Aachen gegründet. Ihre Aufgabenbereiche sind die Förderung der Pilgerfahrt nach Santiago de Compostela zum Grab des Apostels Jakobus des Älteren, die wissenschaftliche Reflexion über die Pilgerfahrt und den Jakobuskult in Deutschland, die Beratung von Pilgern, Information und kultureller Austausch durch europäische Zusammenarbeit. Die Gesellschaft hat rund 3000 Mitglieder. Durch einen wissenschaftlichen Beirat, der eine eigene Buchreihe (Jakobus-Studien) herausgibt, hebt sie sich von verwandten Organisationen im In- und Ausland ab. Zweimal im Jahr erscheint die Mitgliederzeitschrift Sternenweg.

## Tätigkeiten

### Beratung und Information
Pilger erhalten praktische Auskünfte und können sich „Credenciales“ (Beglaubigungsschreiben) ausstellen lassen. Diese Ausweise berechtigen zur Unterkunft in den spanischen Pilgerherbergen. Jährlich beantwortet die Geschäftsstelle in Aachen unzählige Anfragen und stellt mehr als 10.000 Credenciales aus.

### Pilgerherbergen
Am spanischen Jakobsweg wird der Auf- und Ausbau von Pilgerherbergen gefördert und mit Tatkraft oder Spenden der Mitglieder unterstützt. Mitglieder, die sich darauf vorbereiten, arbeiten in freiwilligen Einsätzen in den spanischen Pilgerherbergen als Herbergsväter und -mütter mit.

### Wege der Jakobspilger in Deutschland
In Franken und Schwaben wurde ein historisch belegter Weg der Jakobspilger von Nürnberg über Ulm und Bad Waldsee nach Konstanz gekennzeichnet und der Anschluss an den schweizerischen Schwabenweg Konstanz – Einsiedeln geschaffen. Er wird von der Deutschen St. Jakobus-Gesellschaft e. V. gepflegt. Für diesen Weg liegen vier Pilgerführer vor (siehe unter Literatur).
Im Rheinland läuft seit 1999 in Zusammenarbeit mit dem Landschaftsverband Rheinland das Projekt „Wege der Jakobspilger im Rheinland“. Drei Routen sind bisher ausgeschildert und in Führern beschrieben: 1. Wuppertal – Köln – Aachen – Belgien, 2. Köln – Trier – Frankreich. 3. Millingen am Rhein – Kevelaer – Roermond – Maastricht. Ein vierter Weg ist am Niederrhein in Planung.
In Westfalen hat die Altertumskommission für Westfalen des  Landschaftsverbands Westfalen-Lippe die Wege der Jakobspilger in Westfalen erforscht und in zwölf Etappen begehbar gemacht. Dabei weichen die neuen Wege häufig vom historischen Wegverlauf ab, wenn die alten Wege identisch mit modernen Fernverkehrsstraßen sind. Die einzelnen Etappen sind in einer Publikation beschrieben: Osnabrück – Lengerich – Ladbergen – Schmedehausen – Münster – Drensteinfurt – Herbern – Werne – Cappenberg – Lünen (über die Lippe) – Dortmund – Dortmund-Hohensyburg – Hengsteysee – Herdecke/Ruhr – Hagen – Ennepetal – Gevelsberg – Schwelm – Wuppertal-Beyenburg.
In Sachsen, Sachsen-Anhalt und Thüringen hat die Deutsche St. Jakobus-Gesellschaft e. V. das Projekt eines Ökumenischen Pilgerweges im Verlauf der Via Regia von Görlitz nach Vacha, das vom Ev.-luth. Landesjugendpfarramt Sachsen betreut wird, fachlich unterstützt und die historisch-kunsthistorische Dokumentation des Weges bearbeitet.
Die Region Norddeutschland in der Deutschen St. Jakobus-Gesellschaft e. V. umfasst die Bundesländer Schleswig-Holstein, Niedersachsen, Mecklenburg-Vorpommern, Hamburg und Bremen. Die Mitglieder im Norden haben für Pilger aus Skandinavien, dem Baltikum und Norddeutschland einige der alten und historisch belegten Hauptrouten des kulturellen Erbes der Pilgerfahrten im Mittelalter und der frühen Neuzeit wiedergesucht, für die heutigen Pilgerwegfreunde ausgeschildert und zu einer pilgergerechten Infrastruktur beigetragen. In der Region Norddeutschland der Deutschen St. Jakobus-Gesellschaft e. V. sind seit 2007 gleich mehrere Wege der Jakobspilger erfolgreich wiederbelebt worden. Die Wege sind mit dem Muschelzeichen und dem gelben Pfeil markiert.
Die Via Baltica führt heute wieder Pilger von Usedom an der polnisch-deutschen Grenze über Rostock, Wismar, Lübeck, Hamburg und Bremen nach Osnabrück, und von hier weiter auf den westfälischen Jakobswegen in Richtung Süden.
Die Via Jutlandica bringt die aus den Skandinavischen Ländern kommenden Pilger über die dänisch-deutsche Grenze bei Flensburg nach Schleswig. Bei Schleswig teilt sich der Weg in die Zentralroute über Rendsburg und Itzehoe nach Glückstadt an der Elbe und in die Ostroute über Eckernförde, Kiel, Preetz und Plön in die Hansestadt Lübeck.
Die Via Scandinavica führt von Fehmarn über Lübeck, Ratzeburg, Lauenburg, Lüneburg, Celle, Hannover, Hildesheim und Göttingen nach Eisenach.
Der Dithmarscher Jakobsweg, auch Westküstenweg genannt, verläuft in Schleswig-Holstein nahe der Nordseeküste von Friedrichstadt über Windbergen und Brunsbüttel nach Glückstadt an der Elbe. 
Der Birgittaweg verbindet Rügen mit Tribsees und Bardowick, der Baltisch-Mitteldeutsche Weg die Städte Rostock und Bad Wilsnack.
Der Braunschweiger Jakobsweg verbindet den von Berlin kommenden Weg bei Magdeburg, über Helmstedt, Braunschweig und Hildesheim, mit Höxter. Bei Hildesheim kreuzt er die von Norden kommende Via Scandinavica. Bei Höxter mündet er in den Westfälischen Weg nach Paderborn. 
Publikationen liegen zu den meisten Wegen vor. Die Region Norddeutschland in der Deutschen St. Jakobus-Gesellschaft e. V. führt eine Übersicht der Pilgerwegführer für die Wege in Norddeutschland.
Ob das Ziel nun Rom oder Santiago de Compostela ist, alle Wege haben Anschluss an die Hauptwege in Westfalen, im Rheinland, in Mitteldeutschland und Süddeutschland – nach Italien, Frankreich und die Pilgerwege in Spanien.

### Europäische Zusammenarbeit
Seit 1997 werden gemeinsame Wanderungen mit französischen Jakobspilgern auf Pilgerwegen in Frankreich und Deutschland unternommen. Zum Auftakt eines Hl. Jahres werden die Verantwortlichen der Pilgerfahrt in Spanien und die Gemeindepriester am Camino de Santiago zum Karlsfest nach Aachen eingeladen.

### Ökumene
Die Deutsche St. Jakobus-Gesellschaft e. V. arbeitet überkonfessionell und fühlt sich dem Anliegen der Ökumene verpflichtet. Sie gehört der Arbeitsgemeinschaft ökumenischer Pilgerwege in Deutschland an, in der sie mit evangelischen und katholischen Pilgerinitiativen eng zusammenwirkt.

## Tagungen und Kongresse
Seit 1987 finden Jahrestagungen statt, auf denen Wissenschaftler/-innen aus ihrem Forschungsbereich referieren. An den Tagungen nehmen jeweils 100 bis 200 Personen teil. Die Vorträge werden in den Bänden der Jakobus-Studien publiziert.
Tagungen und ihre Themen
- 1987 in Aachen: Deutsche Jakobspilger und ihre Berichte
- 1988 auf Schloss Schney bei Bamberg: Europäische Wege der Santiago-Pilgerfahrt
- 1989 in Bremen: Bruderschaften, Testamente und Pilgerfahrten zur See
- 1990 in Münster: Spiritualität des Pilgerns
- 1991 in Regensburg: Patrozinien in Bayern und Schottenklöster
- 1992 in Weingarten: Der Jakobuskult im deutschen Südwesten
- 1993: Anlässlich des Hl. Jahres Studienfahrt auf dem Camino de Santiago
- 1994 in Goslar: Regionale Themen in Zusammenhang mit der Jakobus-Tradition
- 1995 in Coesfeld: Der Jakobuskult in Kunst und Literatur I
- 1996 in Würzburg: Der Jakobuskult in Kunst und Literatur II
- 1997 in Innsbruck: Stadt und Pilger – Jakobuskult und soziale Gemeinschaften
- 1998 in St. Marienthal bei Görlitz: Heiligenverehrung in Mitteldeutschland – Reliquien, Patrozinien, Kultspuren
- 1999 in Bad Honnef: Der Jakobuskult im Rheinland I
- 2000 in Trier: Der Jakobuskult im Rheinland II
- 2001 in Fulda: Jakobus und Karl der Große – Von Einhards Karlsvita zum Pseudo-Turpin
- 2002 in Göttingen: Der Kult des Apostels Jakobus d. Ä. in norddeutschen Hansestädten
- 2003 in Rothenburg o. d. Tauber: Der Jakobuskult in süddeutschen Reichsstädten
- 2004 in Jihlava/Iglau (Mähren): Böhmische Landespatrone und Pilgertraditionen in Tschechien
- 2005 im Kloster Helfta bei Eisleben: Die Jakobusverehrung in Sachsen
- 2006 in Augsburg: Augsburger Netzwerke zwischen Mittelalter und Neuzeit – Wirtschaft, Kultur und Pilgerfahrten
- 2007 in der Abtei Rolduc/Kerkrade (NL): Jakobus zwischen Heiligenverehrung und Politik. Spanische, niederländische und rhein-maasländische Aspekte
- 2008 in Malchin: Frömmigkeit – Pilgerwesen – St. Jakobus in Mecklenburg-Vorpommern
- 2009 in Obernai/Elsass: Pilgerheilige und ihre Memoria
- 2010 in Passau: Heilige Jahre – Heilige Zeiten
- 2011 in Paderborn: Pilgerstraßen – Pilgerzeichen
- 2012 in Heiligenstadt: Jakobus in Lied und Erzählungen
- 2013 in Wiesbaden-Naurod: Reliquien in Bewegung
- 2014 im Kloster Himmelspforten in Würzburg: Zwischen Himmel und Erde – Jakobus in Franken
- 2015 in Bad Wilsnack: Von der Apostelverehrung zur eucharistischen Frömmigkeit – Wilsnack als europäisches Pilgerzentrum
- 2016 Pilgerreise in Spanien
- 2017 in Nürnberg
- 2018 in Essen-Werden
- 2019 in Erfurt (Thema: „Pilgern: Wasser – Brücken – Wege“)